# Metavolcanic Mountain
Der Metavolcanic Mountain ist ein 2480 m hoher Berg mit einem Gipfelplateau im westantarktischen Marie-Byrd-Land. Er ragt 8 km nördlich der Hatcher Bluffs an der Ostflanke des oberen Abschnitts des Reedy-Gletschers auf.
Der United States Geological Survey kartierte ihn anhand eigener Vermessungen und Luftaufnahmen der United States Navy aus den Jahren von 1960 bis 1964. Die Benennung erfolgte auf Vorschlag des Geologen und Glaziologen John H. Mercer (1922–1987) vom Institut für Polarforschung (heute das Byrd Polar Research Center) der Ohio State University, der in der Umgebung dieses Bergs tätig war. Namensgebend ist das dunkle metavulkanische Gestein des Bergs, das sich stark vom hellen Granitgestein der umliegenden Formationen abhebt.